# Chippendales
Pour les articles homonymes, voir Chippendale.

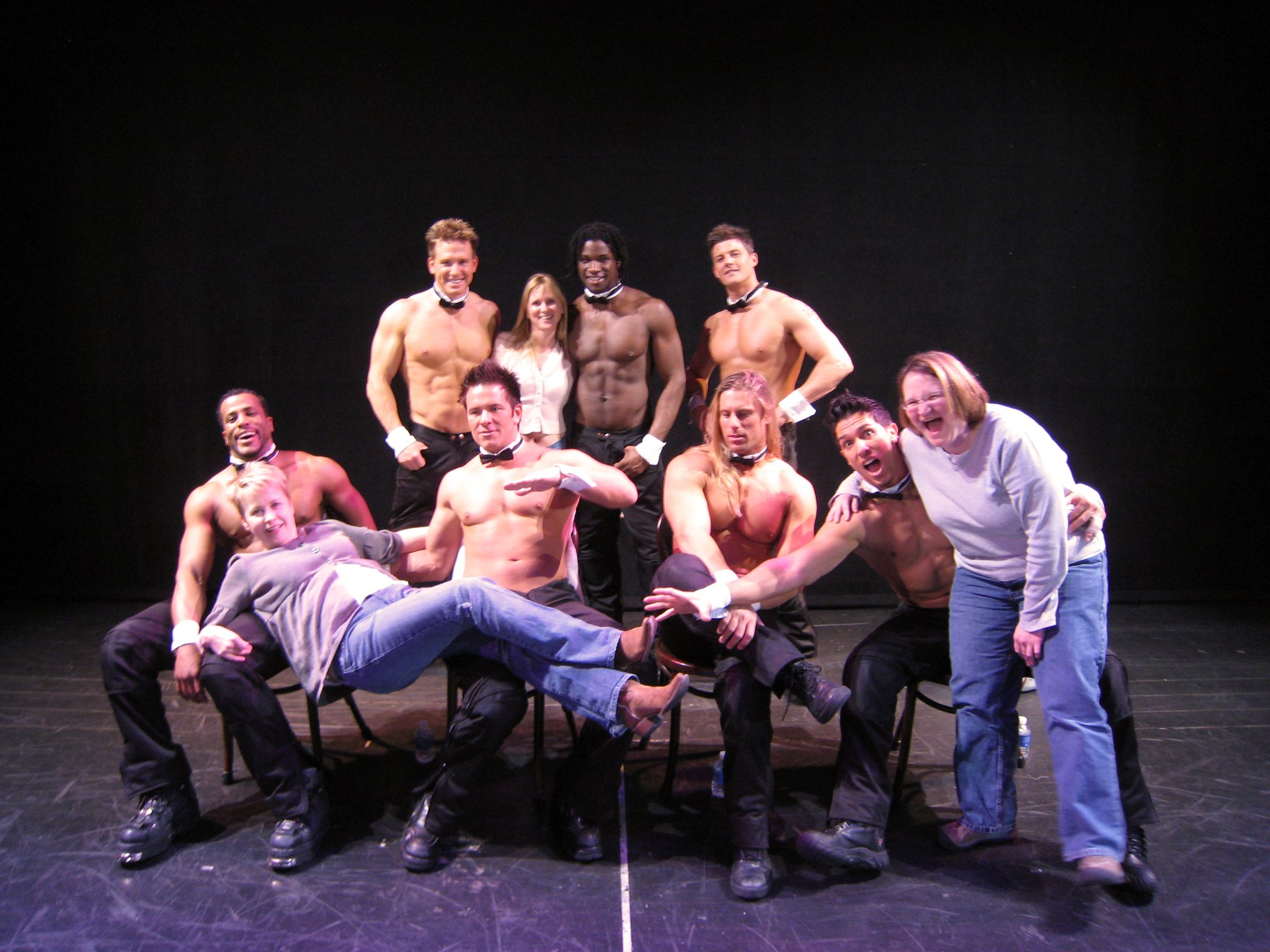
Les Chippendales.

Les Chippendales sont une troupe de danseurs masculins faisant du strip-tease, fondée en 1979 aux États-Unis par Somen Banerjee.

## Dans la culture populaire
- The Full Monty : les Chippendales sont le moteur à l'intrigue centrale